# Idiasta hiomae
Idiasta hiomae är en stekelart som beskrevs av Fischer 2008. Idiasta hiomae ingår i släktet Idiasta och familjen bracksteklar. Inga underarter finns listade i Catalogue of Life.